# 敲擊樂藝術協會
敲擊樂藝術協會（英語：Percussive Art Society）是一個非牟利組織，主要服務專業的敲擊樂手和鼓手，以及鼓手和敲擊樂教育者。它成立於1961年，總部位於美國印第安納波利斯。敲擊樂藝術協會在美國擁有40個分會，有5000多名成員；在海外還有28個分會。 
敲擊樂藝術協會每年為敲擊樂藝術家，學生和教育工作者舉辦一次大型會議，稱為「敲擊樂藝術學會國際公約」。 該公約自1976年以來每年舉行一次。敲擊樂藝術協會每年還舉行一次室內軍樂節，其中包括國際鼓號樂隊聯盟的參加者。 敲擊樂藝術協會制定了有影響力的小鼓技巧列表，稱為敲擊樂藝術協會40個國際小鼓技巧，被認為是學習小鼓的標準。

## 敲擊樂藝術協會名人堂[6]
- 依芙琳·葛蘭妮
- 約翰·貝克
- 戈登·史圖特
- 齊格弗里德·芬克
- 安倍圭子
- 約翰·凱吉
- 威廉·克拉夫特
- 喬治·漢密爾頓·格林
- 米謝爾·彼特斯
- 雷伊·霍華德·史蒂文斯
- 大衛·賈維斯
- 桑迪·費爾德斯坦
- 莫里斯·戈登伯格
- 索爾·古德曼

## 出版刊物
- 敲擊樂筆記
- 節奏！ 現場
- 40個國際小鼓技巧[7]

## 外部連結
- 官方网站